# 李清照
李清照（1084年3月13日—1155年5月12日），自號易安居士，别称「李三瘦」，齊州（今山東省濟南市）人，北宋詞人，為中國歷史上最著名的女词人。與辛幼安並稱「濟南二安」。

## 生平
元豐七年二月初五日（1084年3月13日），李清照誕生於北宋齐州章丘（今山东省济南市章丘区）明水镇（2004年，徐北文教授經過考證，撰文稱：李清照籍貫應該是齊州歷下人，即今濟南市歷城區人，但是其一生並未在濟南定居过）。父親李格非進士出身，官至礼部员外郎，是當時極有名氣的作家，深受當時文壇宗匠苏轼所賞識，常以文章相往來。母親王氏系出名門，高祖王景圖、曾祖王贊，都榮登進士，外曾祖父王準受封為漢國公，外祖父王珪在宋神宗熙寧時為中書省平章事，元豐時為尚書左僕射，都是執掌國家樞要的丞相，受封為岐國公。善文学（《宋史·李格非傳》誤稱李清照母親王氏為懿恪公王拱辰孫女）。
建中靖國元年（1101年），李清照18岁，与长她三岁的太学生诸城趙明誠结婚。赵是金石家，夫妻二人前期生活安定优裕，词作多写闺阁之怨或是对出行丈夫的思念，如《一翦梅》：「此情無計可消除，才下眉頭、卻上心頭」。1107年移居青州。1127年金兵攻陷青州，李清照与丈夫南渡江宁。行至镇江时，張遇陷镇江府，鎮江守臣錢伯言弃城逃去。建炎二年（1128年）春，始抵江宁府。
南渡后，生活困顿。建炎三年（1129年），趙明誠獨自前往就任湖州知事。1129年丈夫于夏历八月十八日卒于建康，李清照为文祭之：“白日正中，叹庞翁之机捷；坚城自堕，怜杞妇之悲深。”紹興元年（1131年）三月，赴越（今浙江绍兴），在土民钟氏之家，一夕书画被盗。当年与丈夫收集的金石古卷，全部散佚，令她饱受打击，其写作转为对现实的忧患，因此后期经历了国破家亡、暮年飘零后，感情基调转为凄怆沉郁，如《声声慢》“寻寻觅觅，冷冷清清，凄凄惨惨戚戚”。
李清照晚年說法不一，或有說法稱紹興二年（1132年）曾孤寡再嫁官右承務郎、監諸軍審計司官吏張汝舟，但不久隨即離婚，甚至因此鬧上公堂。約卒於1155年（此前另有1151年、1156年等不同說法）。陸游《夫人孫氏墓志铭》“夫人幼有淑質。故趙建康明誠之配李氏，以文辭名家，欲以其學傳夫人。時夫人始十餘歲，谢不可，曰：‘才藻非女子事也。’孫氏十歲時即绍兴二十一年（1151年）。
根据《宋史·艺文志》中說，李清照著有《易安居士文集》七卷、《易安词》八卷，皆佚散。现有《漱玉词》的辑本，存其作約五十首。

## 文学
李清照存世作品並不多，詞約50首，詩14首，文不足10篇。其實李清照集的宋刊本本來有很多，但都已經失傳，現存的作品都是從明清的選本、筆記中搜羅來的。現存最早的李清照集是崇禎三年（1630）出版的汲古閣《詩詞雜俎》，它所本的是洪武三年（1370年）年的抄本，收錄李清照詞17首。後來汲古閣又出未刻詞《漱玉詞》一卷，收李清照詞49首，成為收錄李詞最多的版本。

### 詞風

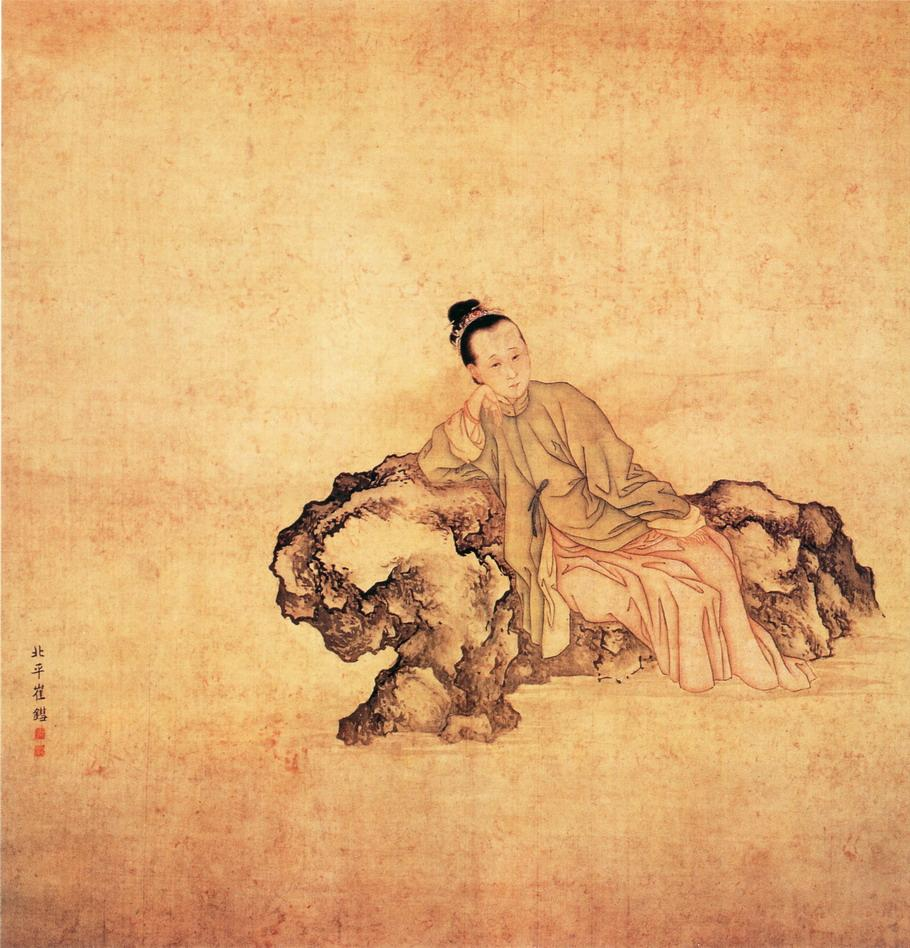
李清照像，清代崔鏏绘

李清照前後期作品風格迥異。宋室南渡前，李清照生活美滿，作品熱情活潑，明快天真，多寫少女生活的無憂無慮，以及婚後的離別相思，充分表現女性閨閣的感情。宋室南渡之後，丈夫病死，又逢國家破亡，都一一映入詞作之中，李清照多寫顛沛流離之苦，孤獨無依之悲，纏綿淒苦，而入於深沉的傷感。
李清照前期詞風婉約，委婉含蓄。後期因歷經國破家亡、喪夫等之痛，詞風轉為孤寂淒苦。作詞特點為音律和諧，善於白描，刻畫細膩，形象生動，比喻貼切，用典妥貼，善用疊字、疊句和對句，喜以淺白之字和尋常之語入詞，淺近自然。
李清照对诗词的分界看的很严格，她在《词论》中提出“词，别是一家”之说。主张词必须尚文雅，协音律，铺叙，典重，故实。李清照将婉约词派推向了新的高峰。同时通过描写个人的苦难遭遇，反映出两宋之交整个国家、民族的历史悲剧，创造了“易安体”风格特点：以寻常语入词；格调凄婉悲怆；倜傥有丈夫气。
同为宋代人的朱熹说：“本朝妇人能文者，惟魏夫人及李易安二人而已。”而后世对李清照的成就评价则更进一步，例如杨慎就明确提出：“宋人中填词李易安亦称冠绝”。沈曾植将李词的艺术魅力描述为：“堕情者醉其芳馨，飞想者赏其神骏”。郑振铎亦极力称赞李清照，但将其称为“诗人”：“李清照是宋代最伟大的一位女诗人，也是中国文学史上最伟大的一位女诗人，……像她那样的词，在意境一方面，在风格一方面，都可以说是前无古人后无来者”。因其在文學方面的成就出類拔萃，亦被後世譽為「千古第一才女」。

### 代表作
- 词：《武陵春·风住尘香花已尽》、《醉花陰·薄雾浓云愁永昼》、《一翦梅·红藕香残玉簟秋》、《小重山·春到长门草青青》、《憶秦娥·临高阁》、《如梦令·昨夜雨疏风骤》、《如梦令·常记溪亭日暮》、《声声慢·秋情》、《漁家傲・天接雲濤連曉霧》、《清平乐·年年雪里》、《鳳凰臺上憶吹蕭 ・香冷金猊》、《减字木兰花·卖花担上》、《孤雁儿 ·藤床纸帐朝眠起》等
- 诗：《浯溪中興碑詩》、《夏日絕句》、《皇帝阁春帖子》、《钓台》、《八咏楼》、《上枢密韩肖胄诗》[13]等。
- 文：《金石录后序》、《词论》、《打馬图序》、《投翰林学士綦崇礼启》等[13]。

### 名句
- 《声声慢》开首七联叠字：「寻寻觅觅，冷冷清清，淒淒惨惨戚戚。」此乃公孙大娘舞剑手，本朝非无能词之士，未曾有一下十四叠字者，用《文选》诸赋格。后叠又云：「梧桐更兼细雨，到黄昏、点点滴滴。」又使叠字，俱无斧凿痕。更有一奇字：「守定（编者注：此非笔误，确是“定”字。）窗儿，独自怎生得黑。」「黑」字不许第二人押。妇人有此文笔，殆间气也。（张瑞义《贵耳集》卷上）
- 宋人中填词，李易安亦称冠绝。使在衣冠，当与秦七、黄九争雄，不独雄于闺阁也。其词名《漱玉集》，寻之未得。《声声慢》一词最为婉妙。其词云......山谷所谓以故为新、以俗为雅者，易安先得之矣。（杨慎《词品》卷二）
- 予少时和唐宋词三百阙，独不敢次「寻寻觅觅」一篇，恐为妇人所笑。（沈谦《东江集钞》）
- 元伊士珍《琅嬛记》有如下一段故事：「易安以重阳《醉花阴》词函致赵明诚。明诚叹赏，自愧弗逮，务欲胜之。一切谢客，忌食忘寝者三日夜，得十五阕，杂易安作以示友人陆德夫。德夫玩之再三，曰：『只三句绝佳』，明诚诘之，答曰：『莫道不消魂，帘卷西风，人比黄花瘦。』正易安作也。」
- 《孤雁儿·藤床纸帐朝眠起》末三句：「一枝折得，人间天上，没个人堪寄。」这是一厥悼亡丈夫赵明诚之词，梅花本是贯穿从恋爱到婚姻的意象，此三句道出了丈夫离世后的茫然与无助。
- 《如夢令・昨夜雨疏風驟》：「知否？知否？應是綠肥紅瘦。」清代著名詞學家黃蓼園在《寥園詞選》中說：「『綠肥紅瘦』，無限淒婉，卻又妙在含蓄，短幅中藏無數曲折，自是聖於詞者。」
- 《鳳凰台上憶吹簫・香冷金猊》：「新來瘦，非干病酒，不是悲秋。」清代詞學家陳廷焯評價為：「婉轉曲折，煞是妙絕」;當代詞學大師唐圭璋稱此三句：「申言別苦。較病酒悲秋為尤苦。」
- 《武陵春・風住塵香花已盡》：「只恐雙溪舴艋舟，載不動、許多愁。」
- 《一翦梅・紅藕香殘玉簟秋》：「此情無計可消除，才下眉頭、卻上心頭。」
- 《漁家傲・天接雲濤連曉霧》：「我報路長嗟日暮，學詩謾有驚人句。」
- 《夏日絕句》：「生當作人傑，死亦為鬼雄。至今思項羽，不肯過江東。」

## 後世纪念

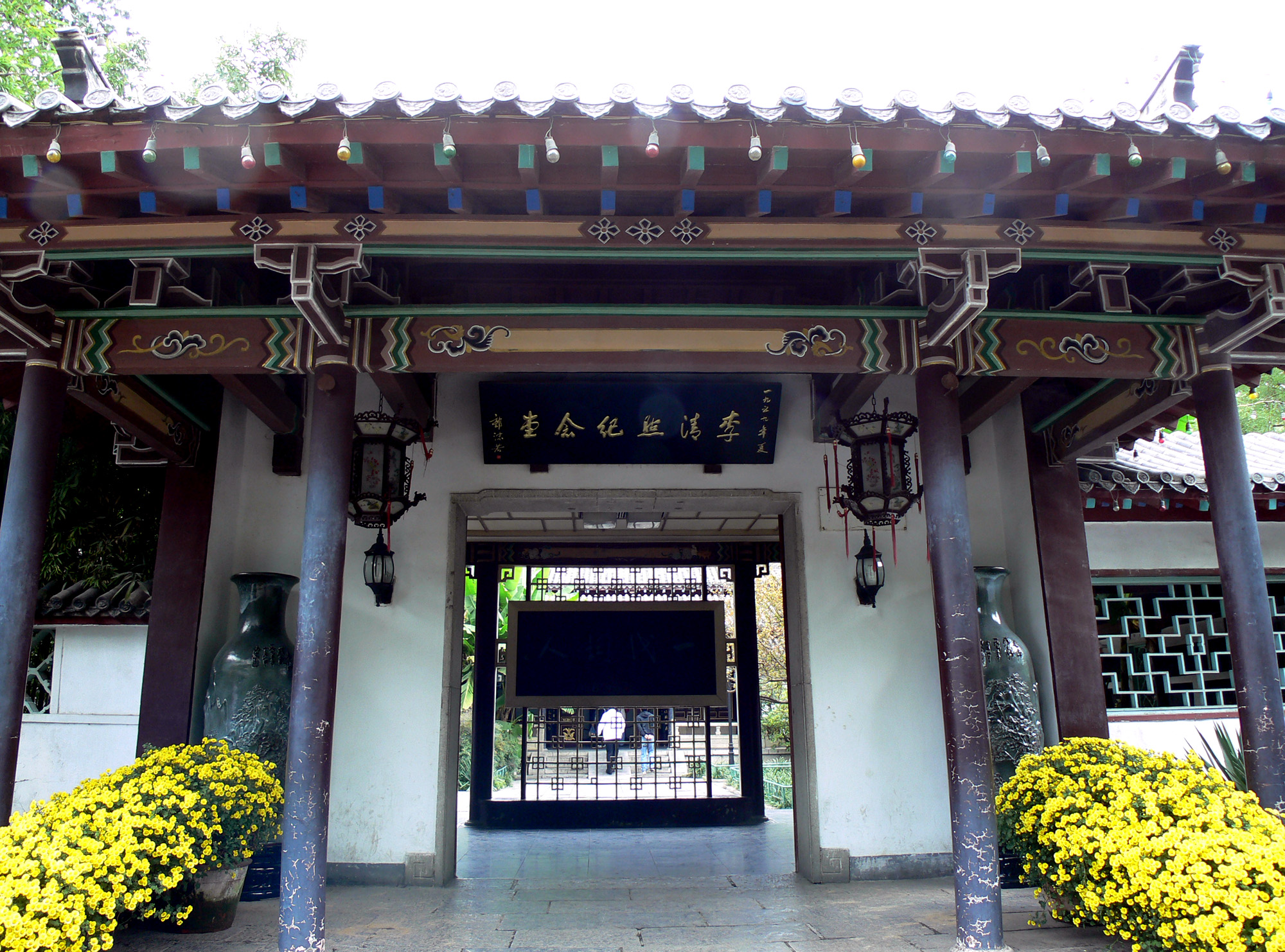
济南市李清照纪念堂

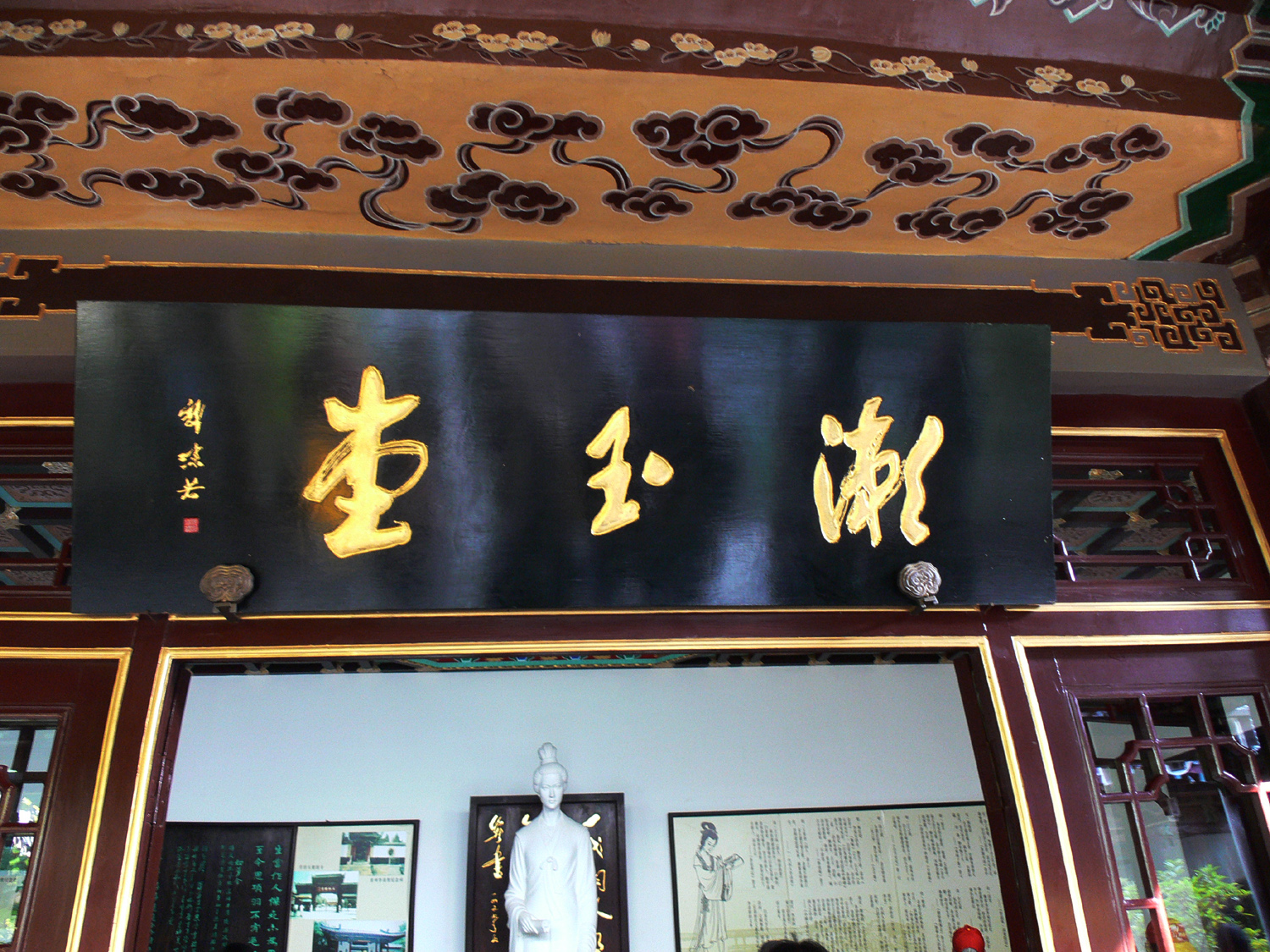
济南李清照旧居漱玉堂

山东省济南市李清照纪念堂
李清照纪念堂在济南市趵突泉公园内漱玉泉侧，1959年建成，2001年扩建，占地四千余平方米。纪念堂大门有郭沫若手书“李清照纪念堂”额匾。纪念堂正中立李清照雕像。李清照旧居漱玉堂在纪念堂侧，郭沫若手书额匾“易安旧居”。
山东省章丘市明水镇清照园
位于百脉泉公园内，1997年建成。
山东省青州市李清照纪念祠
范公亭公园内，洋溪湖畔，建于1993年。
浙江省金华市李清照纪念堂
位于八咏楼内，绍兴四年（1134年）李清照流落到金华，登楼作《题八咏楼》诗。1994年将八咏楼正厅改为李清照纪念堂。
浙江省杭州市清照亭
西湖环湖南线景区柳浪闻莺公园内，2002年落成。
山东省济南市清照亭
蟠龙山森林公园内，2004年落成。
因李清照曾被称为“藕花神”，故在济南大明湖畔的藕神祠有她的供像。
山东省章丘市明水镇一条道路名作清照大街，由原工业二路于2018年更名而来。
山东省济南市泉城广场、河南省开封市滨河路有李清照的全身雕像。
- 1976年，国际天文联合会將水星上一座撞擊坑以她的名字命名，稱為李清照撞擊坑，直徑61千米。[15][16]
- 金星上也有一個環形山以她的名字命名。李清照（英語：Li Qingzhao）直徑22.8千米。[17]
- 間接紀念：香港北區清河邨清照樓，2006年落成。

## 流行文化

### 影视
- 1981年电影《李清照》 谢芳 饰
- 1988年电视剧《李清照》 刘雪华 饰
- 1992年电视剧《李清照》 李岚 饰
- 1992年越剧电视剧《人比黄花瘦》 傅全香 饰
- 2003年越剧电视剧《李清照》 周柳萍 饰
- 2006年黄梅戏电视剧《李清照》 孙娟 饰
- 2008年越剧电视剧《李清照》 何英 饰
- 2016年京剧电视剧《李清照》 史依弘 饰
- 2020年电视剧《清风明月佳人》 韩再芬 饰
- 2022电视纪录片《中国》第二季 靳梦佳 饰

### 综艺
- 中央电视台科教频道《百家讲坛·李清照》 主讲：康震
- 东方卫视《斯文江南》 刘涛 饰
- 河南卫视《2022清明奇妙游》 许佳琪 饰

### 话剧 / 舞劇
- 2014年话剧《李清照》 魏育佼 饰
- 2025年上海歌舞團：舞劇《李清照》

### 音乐
- 月满西楼 演唱：安雯
- 李清照 演唱：汪苏泷
- 李清照 演唱：申霏霏
- 易安难安 企划：忘川风华录
- 長相思：SHE
- 聲聲慢 演唱：鄧福如
- 知否知否 演唱：郁可唯、胡夏
- 喜劇之王 演唱：李榮浩

### 小說
- 2002年台灣言情小說作家芃羽著作《夏日同學會》，提到與男主角曾經失散的已故兄長自知短命，便自詡冰人，在日記寫下李清照《漁家傲》一詞來形容女主角美貌，希望孖生弟弟讀後能繼承遺志，娶他生前最愛的女同學為妻。